# Paul Irwin Forster
Pour les articles homonymes, voir Forster.
Paul Irwin Forster, né en 1961, est un botaniste australien.

## Biographie
Paul Irwin Forster obtient son doctorat en 2004 à l’Université du Queensland, en soutenant sa thèse portant sur la flore australienne.
Il participe ensuite au développement du jardin des plantes du Queensland, dépendant de l’agence de protection environnementale, au sein du Jardin botanique de Brisbane.